# هوارد دونالد
هوارد دونالد (بالإنجليزية: Howard Donald)‏ (و. 1968  م) هو مغني، وراقص باليه، ودي جي، وعازف بيانو، وكاتب أغاني، وملحن، ومغن ومؤلف بريطاني، وهو عضوٌ في تيك ذات.

## روابط خارجية
- هوارد دونالد على موقع IMDb (الإنجليزية)
- هوارد دونالد على موقع ميوزك برينز (الإنجليزية)
- هوارد دونالد على موقع أول ميوزيك (الإنجليزية)
- هوارد دونالد على موقع ديسكوغز (الإنجليزية)
- هوارد دونالد على موقع قاعدة بيانات الفيلم (الإنجليزية)